# Göteborg brass band
Göteborg Brass Band, GBB, nedlagt 2007, bildades 1982 av professor Bengt Eklund. De är flerfaldiga Svenska Mästare i brassband och har varit på turnéer till världens alla hörn.